# 3901 Nanjingdaxue
3901 Nanjingdaxue este un asteroid din centura principală, descoperit pe 7 aprilie 1958.